# Edward Peck
Sir Edward Heywood Peck, GCMG (* 5. Oktober 1915 in Hove, Sussex; † 24. Juli 2009) war ein britischer Diplomat und Schriftsteller, der unter anderem zwischen 1966 und 1968 Hochkommissar in Kenia sowie zuletzt von 1970 bis 1975 Ständiger Vertreter des Vereinigten Königreichs bei der NATO war.

## Leben
Edward Heywood Peck, Sohn von Oberstleutnant Edward Surman Peck und dessen Ehefrau Doris Louise Heywood, begann nach dem Besuch des Clifton College ein Studium der Modernen Sprachen am Queen’s College der University of Oxford, das er 1937 mit höchster Auszeichnung abschloss. Nach einem darauf folgenden Jahr, das in Bergsteigen in die Alpen führte, trat er 1938 in den diplomatischen Dienst (Foreign Service) ein und fand Verwendungen an verschiedenen Auslandsvertretungen sowie im Außenministerium (Foreign Office). Er war zwischen 1953 und 1955 Leiter des Referats Allgemeine Angelegenheiten im Außenministerium sowie von 1955 bis 1958 stellvertretender Kommandant für zivile Angelegenheiten des Britischen Sektors in Berlin. Während dieser Zeit wurde er 1957 Companion des Order of St Michael and St George (CMG). Im Anschluss war er zwischen 1958 und 1961 als Botschaftsrat beim Hochkommissar für die Region Südostasien tätig und fungierte danach von 1961 bis 1966 als Assistierender Unterstaatssekretär für Asien im Außenministerium (Assistant Under-Secretary for Foreign Affairs (Asia)).
Am 1. Januar 1966 wurde Peck zum Knight Commander des Order of St Michael and St George (KCMG) geschlagen, so dass er fortan den Namenszusatz „Sir“ führte. Als Nachfolger von Malcolm MacDonald übernahm er 1966 den Posten als Hochkommissare in Kenia und verblieb dieser Funktion bis 1968, woraufhin Eric George Norris seine dortige Nachfolge antrat. Danach fungierte er von 1968 bis 1970 als Stellvertretender Unterstaatssekretär für Verteidigung und Nachrichtendienste im Ministerium für Auswärtige und Commonwealth-Angelegenheiten (Deputy Under-Secretary for Foreign and Commonwealth Affairs (Defence and Intelligence)) und war zugleich in Personalunion zwischen 1968 und 1970 auch Vorsitzender des Gemeinsamen Geheimdienstausschusses JIC (Joint Intelligence Committee), einem interministeriellen Gremium zur Koordinierung der Arbeit von Secret Intelligence Service (SIS), Security Service (MI5), Government Communications Headquarters (GCHQ) und Defence Intelligence Staff (DIS). Zuletzt wurde er 1970 als Nachfolger von Bernard Burrows Ständiger Vertreter des Vereinigten Königreichs bei der NATO und hatte diese Funktion bis zu seinem Ausscheiden aus dem diplomatischen Dienst 1975 inne, woraufhin John Killick seine dortige Nachfolge übernahm. Am 15. Juni 1974 wurde er zudem zum Knight Grand Cross des Order of St Michael and St George (GCMG) erhoben.
Nach seinem Eintritt in den Ruhestand engagierte sich Sir Edward Peck zwischen 1976 und 1990 als Direktor der Outward Bound-Schule in Loch Eil und lehrte daneben von 1976 bis 1985 als Gastwissenschaftler (Visiting Fellow) im Fach Verteidigungsstudien an der University of Aberdeen. Ferner war er zwischen 1982 und 1987 Mitglied des Rates des National Trust for Scotland, eine private, gemeinnützige Stiftung zur Erhaltung und Pflege von Kultur- und Naturdenkmälern in Schottland. Daneben verfasste er mehrere Fachbücher. Aus seiner 1948 geschlossenen Ehe mit Alison Mary MacInnes gingen ein Sohn sowie drei Töchter hervor, wobei eine Tochter bereits im Kleinkindalter verstarb.

## Veröffentlichungen
- North-East Scotland, 1981
- Avonside Explored, 1983
- The Battle of Glenlivet, 1994.